# 조엘 그리피스
조엘 그리피스(Joel Griffiths, 1979년 8월 21일 ~ )는 오스트레일리아의 축구 선수로, 포지션은 오른쪽 윙어 및 스트라이커이다. 현재 뉴캐슬 제츠 소속으로 뛰고 있다. 그의 쌍둥이인 애덤 그리피스와 동생 라이언 그리피스 역시 축구 선수로 활약하고 있다.